# Ran$om
Ran$om is een nummer van de Amerikaanse rapper Lil Tecca uit 2019. Het is de tweede single van zijn eerste mixtape We Love You Tecca.
De tekst van "Ran$om" gaat over het bezitten van allerlei luxe. Het nummer werd in diverse landen een grote hit, met bijvoorbeeld een 4e positie in de Amerikaanse Billboard Hot 100. In Nederland bereikte het nummer echter de eerste positie in de Tipparade, terwijl in de Vlaamse Ultratop 50 de 15e positie werd gehaald.